# غريغوريا فيرير
غريغوريا فيرير (بالإسبانية: Gregoria Ferrer)‏ هي عداءة سريعة إسبانية، ولدت في 4 يونيو 1963.

## وصلات خارجية
- غريغوريا فيرير على موقع الاتحاد الدولي لألعاب القوى (الإنجليزية)
- غريغوريا فيرير على موقع أوليمبيديا (الإنجليزية)